# Bourmont (Haute-Marne)
Bourmont foi uma antiga comuna francesa na região administrativa de Grande Leste, no departamento de Haute-Marne. Estendia-se por uma área de 16,07 km². Em 2010 a comuna tinha 827 habitantes (densidade: 51,5 hab./km²).
Em 1 de junho de 2016, passou a fazer parte da nova comuna de Bourmont-entre-Meuse-et-Mouzon.